# 凤腹山
凤腹山（韓語：봉복산）是一座位于韓國江原道洪川郡的山峰，主峰標高海拔832公尺。